# Leon Flack
Pour les articles homonymes, voir Flack.
Leon Flack, né le 25 janvier 1981 à Nottingham, est un patineur de vitesse sur piste courte britannique.

## Biographie
Il commence le short-track après avoir atteint un niveau européen en roller de vitesse.
Il participe aux épreuves de patinage de vitesse sur piste courte aux Jeux olympiques de 2002.